# Goșmani
Goșmani – wieś w Rumunii, w okręgu Neamț, w gminie Români. W 2011 roku liczyła 960 mieszkańców.